# José Garcia (Schauspieler)

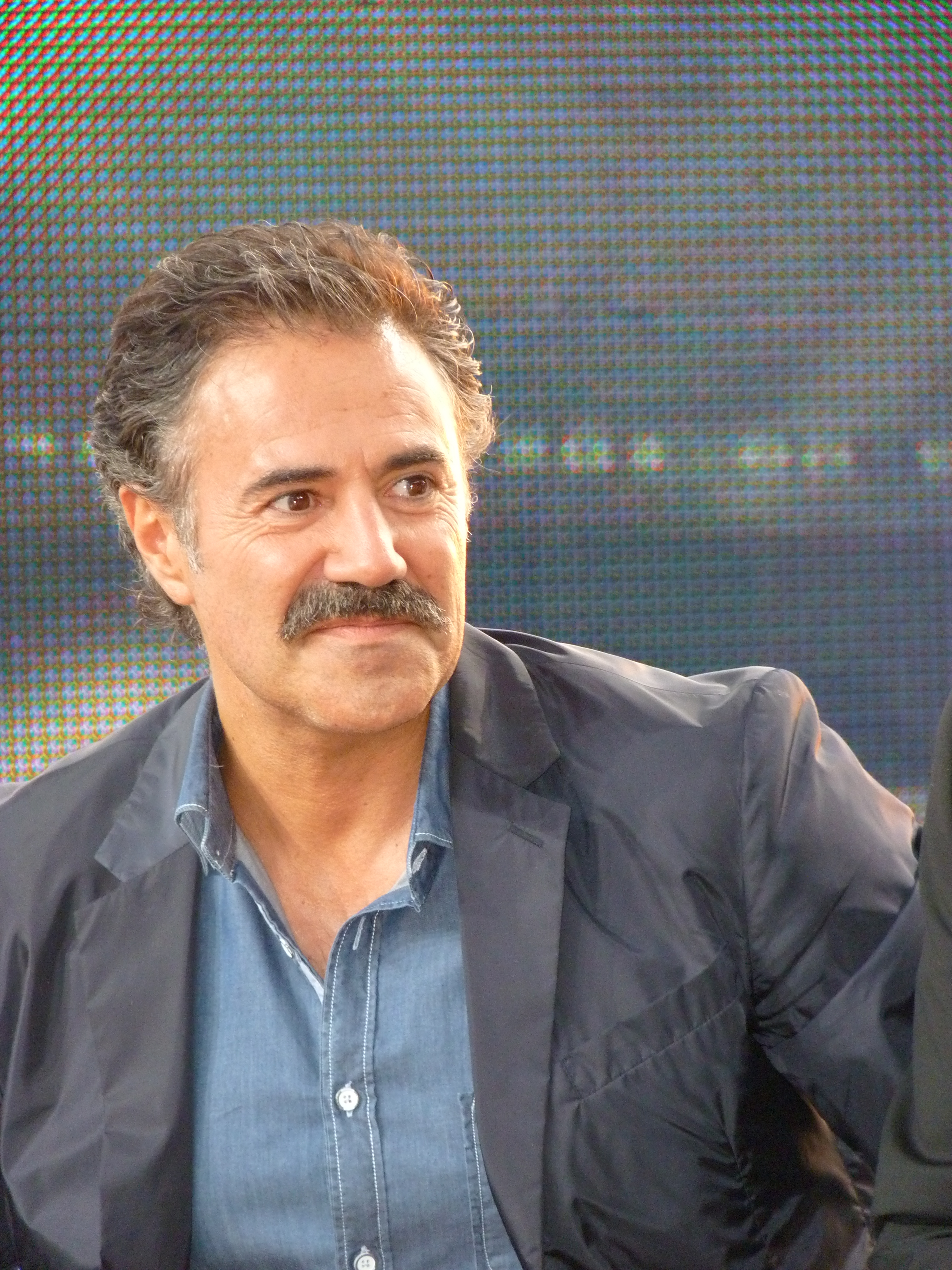
José Garcia bei den Internationalen Filmfestspielen von Cannes 2012

José Luis Garcia (* 17. März 1966 in Paris) ist ein französisch-spanischer Schauspieler.

## Leben
José Garcias Eltern stammen aus Galicien. Er ist mit der Schauspielerin und Regisseurin Isabelle Doval verheiratet und hat mit ihr zwei Kinder.
Nach ersten Fernsehrollen ab 1988 feierte er 1989 sein Kinodebüt und entwickelte sich zum gefragten Darsteller, vor allem in „zartbitteren Komödien“.
Zweimal wurde er mit dem César ausgezeichnet.

## Filmografie (Auswahl)

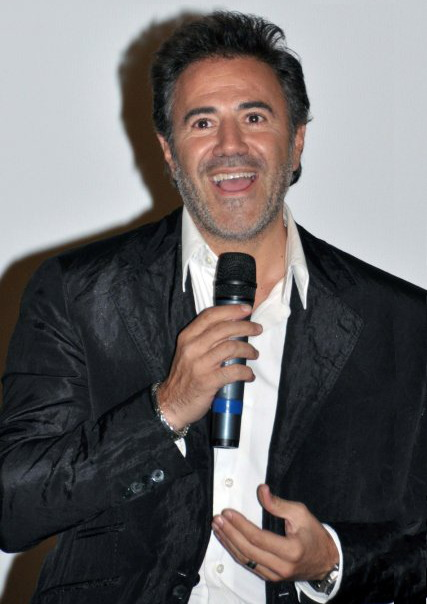
Garcia im Jahr 2010

- 1989: Milch und Schokolade (Romuald et Juliette)
- 1995: Elisa (Élisa)
- 1996: Beaumarchais – Der Unverschämte (Beaumarchais, l’insolent)
- 1997: Lügen haben kurze Röcke (La vérité si je mens)
- 1998: Que la lumière soit!
- 1999: Ein Fisch namens Ärger (Comme un poisson hors de l’eau)
- 1999: Ausweitung der Kampfzone (Extension du domaine de la lutte)
- 2000: Haus der dunklen Wünsche (En face)
- 2001: Vampires in Paris (Les morsures de l’aube)
- 2002: Ball & Chain – Zwei Nieten und sechs Richtige (Le boulet)
- 2003: Après vous … Bitte nach Ihnen (Après vous)
- 2004: Der Partykönig von Ibiza (People)
- 2005: Black Box (La boîte noire)
- 2005: Die Axt (Le couperet)
- 2006: Manche mögen’s reich (Quatre étoiles)
- 2007: Seine Majestät das Schwein (Sa majesté minor)
- 2007: Fred Vargas – Fliehe weit und schnell (Pars vite et reviens tard)
- 2008: Asterix bei den Olympischen Spielen (Astérix aux jeux olympiques)
- 2008: Ein Mann und sein Hund (Un homme et son chien)
- 2010: Le Mac – Doppelt knallt’s besser (Le mac)
- 2012: Die Vollpfosten – Never Change A Losing Team (Les seigneurs)
- 2013: Die Unfassbaren – Now You See Me (Now You See Me)
- 2013: Vive la France – Gesprengt wird später (Vive la France)
- 2013: Fonzy
- 2016: Bastille Day
- 2016: Full Speed (À fond)
- 2018: Lola et ses frères
- 2019: Chamboultout
- 2019: Nous finirons ensemble
- 2020: Call My Agent! (Dix pour cent) (Fernsehserie, eine Folge)
- 2022: Totems
- 2022: Spiral – Im Strom der Lügen (Le torrent)
- 2023: Asterix & Obelix im Reich der Mitte (Astérix et Obélix: L'Empire du Milieu)